# 埃尔瑟维尔
埃尔瑟维尔（法語：Erceville，法語發音：[ɛʁsəvil]）是法国卢瓦雷省的一个市镇，属于皮蒂维耶区。

## 地理
埃尔瑟维尔（48°14'21"N, 2°2'10"E）面积12.72 平方千米，位于法国中央-卢瓦尔河谷大区卢瓦雷省，该省份为法国中北部省份，北起埃松省，西北接厄尔-卢瓦省，西南接卢瓦-谢尔省，南至涅夫勒省和谢尔省，东临约讷省，东北接塞纳-马恩省。
与埃尔瑟维尔接壤的市镇（或旧市镇、城区）包括：昂东维尔、瑞讷河畔欧特吕、布瓦索、乌塔维尔。

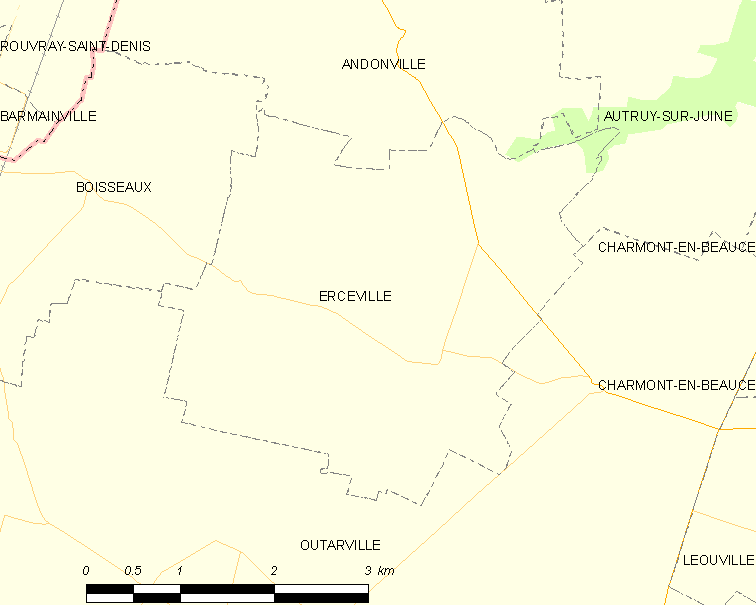
埃尔瑟维尔的OSM定位图

埃尔瑟维尔的时区为UTC+01:00、UTC+02:00（夏令时）。

## 行政
埃尔瑟维尔的邮政编码为45480，INSEE市镇编码为45135。

## 政治
埃尔瑟维尔所属的省级选区为皮蒂维耶县。

## 人口

1962-2008年间埃尔瑟维尔人口变化图示

埃尔瑟维尔于2022年1月1日时的人口数量为293人。